# АЕС Ліньао
Атомна електростанція Лін-Ао  (岭澳核电站) розташована на півострові Дапен в районі Лунган, Шеньчжень, провінція Гуандун, Китай, приблизно за 60 км на північ від Гонконгу, за 1 км на північ від атомної електростанції Дайя-Вань. Нею керує China General Nuclear Power Group. Блоки на місці розділені між фазою I та фазою II.
Станція була одним із найбільших енергетичних проєктів Китаю наприкінці 1990-х років.

## Історія
Фаза I Ling Ao складається з двох ядерних реакторів потужністю 950 МВт PWR Ling Ao I-1 і I-2, заснованих на французькій конструкції з трьома контурами охолодження потужністю 900 МВт (M310), які почали комерційну експлуатацію в 2002 і 2003 роках. Запланована сума інвестицій для першої фази становила близько 4 мільярдів доларів США.
На другому етапі розробки два реактори CPR-1000, Ling Ao II-1 і II-2 (альтернативно, блоки 3 і 4), були побудовані спільно з Areva на основі французької конструкції з трьома контурами охолодження. Ling Ao II-1, першу в Китаї домашню атомну електростанцію CPR-1000, вперше підключили до мережі 15 липня 2010 року, після чого 11 червня 2010 року розпочато тестування на критичність. Він почав комерційну діяльність 27 вересня 2010 року. Ling Ao II-2 був синхронізований з мережею 3 травня 2011 року, а комерційна експлуатація почалася 7 серпня 2011 року.

## Інформація про реактори
Атомна електростанція Ling Ao складається з 4 діючих реакторів.
| Блок     | Тип | Модель   | Чиста потужність | Загальна потужність | Термічна потужність | Початок будівництва | Перша критичність | Підключення до мережі | Комерційна діяльність | Зауваження |
| -------- | --- | -------- | ---------------- | ------------------- | ------------------- | ------------------- | ----------------- | --------------------- | --------------------- | ---------- |
| Лін-Ао 1 | PWR | M310     | 950 МВт          | 990 МВт             | 2905 МВт            | 1997-5-15           | 2002-02-04        | 2002-02-26            | 2002-05-28            | [ 9 ]      |
| Лін-Ао 2 | PWR | M310     | 950 МВт          | 990 МВт             | 2905 МВт            | 1997-11-28          | 2002-08-27        | 2002-09-14            | 2003-01-08            | [ 10 ]     |
| Лін-Ао 3 | PWR | CPR-1000 | 1007 МВт         | 1086 МВт            | 2905 МВт            | 2005-12-15          | 2010-06-09        | 2010-07-15            | 2010-09-15            | [ 11 ]     |
| Лін-Ао 4 | PWR | CPR-1000 | 1007 МВт         | 1086 МВт            | 2905 МВт            | 2006-6-15           | 2011-02-25        | 2011-05-03            | 2011-08-07            | [ 12 ]     |